# L'Alizé
«L'Alizé» (en español: «El viento aliso») es el segundo sencillo de la cantante francesa Alizée. Puesto a la venta en diciembre de 2000, incluye una versión instrumental de esta canción. Después salieron a la venta dos ediciones limitadas que contenían cuatro remixes.

## Video
Este video fue dirigido por Pierre Setine fue estrenado en M6 en diciembre del 2000. Alizée se muestra jugando con burbujas gigantes en un fondo rosa Alizée canta acerca del verdadero origen de su nombre.

## Certificacines y posicionamiento
| País      | Certificación | Fecha               | Cetrificaciones de ventas | Ventas físicas |
| --------- | ------------- | ------------------- | ------------------------- | -------------- |
| 1 Francia | Platino       | 28 de marzo de 2001 | 600 000+                  | 600 000        |
| 1 Estonia | Diamante      | 30 de marzo de 2001 | 500 000+                  | 560 000        |
| 5 Bélgica | Oro           | 28 de marzo de 2001 | 500 00+                   | 50 000         |

## Canciones
CD sencillo Francia
1. «L'Alizé» 4:15
2. «L'Alizé» (versión instrumental) 4:15

 CD maxi sencillo Francia
1. «L'Alizé» 4:15
2. «L'Alizé» (Vent d'amour club remix) 5:15
3. «L'Alizé» (Sirocco house remix) 4:50
4. «L'Alizé» (Sweet brise slow remix) 4:55
5. «L'Alizé» (Dans le vent dance mix) 5:16

 CD maxi sencillo Alemania
1. «L'Alizé» (Radio edit) 3:35
2. «L'Alizé» (Vent d'amour club remix) 5:15
3. «L'Alizé» (Sunny season mix) 5:25
4. «L'Alizé» (Sweet brise slow remix) 4:55
5. «L'Alizé» (Dans le vent dance mix) 5:16
6. «L'Alizé» (Single version) 4:15

vinil 12" 
lado A :
1. «L'Alizé» (Vent d'amour club remix) 5:15
2. «L'Alizé» (sencillo) 4:15

lado B :
1. «L'Alizé» (Sirocco house remix) 4:50
2. «L'Alizé» (Sweet brise slow remix) 4:55